# Sk8er Girl
Sk8er Girl es un álbum no oficial en vivo de Avril Lavigne, basado en un concierto para la BBC-Radio 1 el 21 de noviembre de 2002. Incluye como extras algunos b-sides, sesiones acústicas y otras canciones en vivo.

## Lista de canciones
1. Sk8er Boi (Live @ BBC-Radio 1, 21.11.2002)
2. Nobody's Fool (Live @ BBC-Radio 1, 21.11.2002)
3. Losing Grip (Live @ BBC-Radio 1, 21.11.2002)
4. Naked (Live @ BBC-Radio 1, 21.11.2002)
5. Mobile (Live @ BBC-Radio 1, 21.11.2002)
6. Complicated (Live @ BBC-Radio 1, 21.11.2002)
7. I'm With You (Live @ BBC-Radio 1, 21.11.2002)
8. Things I'll Never Say (Live @ BBC-Radio 1, 21.11.2002)
9. Unwanted (Live @ BBC-Radio 1, 21.11.2002)
10. Falling Down
11. I Don't Give A Damn -- {es la misma "I Don't Give" incluida en Complicated}
12. Get It Over -- {es la misma "Get Over It" incluida en Sk8er Boi}
13. Why
14. Nobody's Fool (Acoustic Session, 2002)
15. Mobile (Acoustic Session, 2002)
16. Tomorrow (Acoustic Session, 2002)
17. Complicated (Live @ MTV VMA, 2002)
18. Kiss Me (Live, Cover Song: Sixpence None the Richer)

- Datos: Q9078228